# Karin Karlsbro
Karin Sonja Charlotta Karlsbro (ur. 23 września 1970 w Roslags-Bro w gminie Norrtälje) – szwedzka polityk i konsultantka, działaczka Liberałów, posłanka do Parlamentu Europejskiego IX i X kadencji.

## Życiorys
Z wykształcenia prawniczka, absolwentka Uniwersytetu w Sztokholmie. Kształciła się również w London School of Economics. Prowadziła własną działalność gospodarczą w zakresie konsultingu, była też ekspertką do spraw zrównoważonego rozwoju w firmie Grayling. W 2015 została zatrudniona w Fastighetsägarna, organizacji skupiającej właścicieli nieruchomości.
Działaczka Ludowej Partii Liberałów, przekształconej w międzyczasie w ugrupowanie pod nazwą Liberałowie. W latach 1995–1997 przewodniczyła jej organizacji młodzieżowej. Od 2000 do 2006 była dyrektorem biura parlamentarnego partii, a w latach 2010–2014 kierowała gabinetem minister Nyamko Sabuni. W 2012 została przewodniczącą wewnątrzpartyjnej inicjatywy ekologicznej Gröna Liberaler. Między wrześniem a październikiem 2014 krótko zasiadała w Riksdagu, zastępując czasowo Erika Ullenhaga.
W 2019 uzyskała mandat deputowanej do Parlamentu Europejskiego IX kadencji. Z powodzeniem ubiegała się o poselską reelekcję w 2024.